# Vasile Damian (pictor)
Vasile Damian (n.  ? – d. 4 decembrie 1915) a fost un preot ortodox român, pictor de biserici.
După ce a studiat la Seminarul de la Mănăstirea Socola din Iași, a urmat Școala de Belle Arte din Iași.
A slujit ca preot în Rădăuți pe Prut, și la o biserică din Iași, apoi în București.
În curentul general clasicist care predomina atunci în arta românească, preotul Vasile Damian s-a reîntors la vechea zugrăveală în frescă, în stil bizantin tradițional, dar fără să fie înțeles și ajutat de contemporanii săi.
A pictat catapeteasma bisericii parohiale cu hramul „Sfinții Împărați întocmai cu Apostolii, Constantin și Elena”, situată în localitatea Comarna, județul Iași.
A pictat în ulei bisericile din Fârțăriești, județul Galați și Dochia, județul Neamț, după care a zugrăvit în frescă mai multe biserici bucureștene: Vergu, Sfinții Voievozi, Sf. Ștefan (Cuibul cu barză), Stavropoleos, Boteanu, Cuțitul de Argint, Tei, dar și Biserica Mănăstirii Stănișoara, bisericile din Cernădia din județul Gorj, Tansa din județul Iași, trapeza de la Mănăstirea Sinaia.
La mănăstirea Sinaia, când s-a aprobat restaurarea picturii, s-a pus condiția ca pictorul restaurator, păr. V. Damian, să nu modifice și să nu înnoiască absolut nimic din frescele existente, fără numai să restaureze părțile distruse și să curețe locurile acoperite de fum și praf. Similar, la biserica Stavropoleos, s-a aprobat spălarea frescei de către V. Damian, artistul ce contractase lucrarea încă în 1912.
În plus, a executat icoane și gravuri.